# Ginette Laurin
Ginette Laurin (née à Montréal le 3 janvier 1955) est une danseuse, chorégraphe et directrice de compagnie québécoise. En 1984, elle fonde sa compagnie O Vertigo, basée à Montréal. O Vertigo se consacre à la création en nouvelle danse et à la diffusion des œuvres de Ginette Laurin. Reconnue sur la scène nationale et internationale, O Vertigo a pris part à de nombreuses tournées. Elle est considérée comme une des pionnières de la danse contemporaine au Québec.

## Biographie
Formée en gymnastique, en danse moderne et en ballet classique à Montréal et à New York, Ginette Laurin entreprend sa carrière de danseuse au début des années 1970 à Montréal. Elle est membre du Groupe Nouvel Aire de 1973 à 1979. Au sein de cette compagnie, elle danse les œuvres de Martine Époque, Paul-André Fortier et Édouard Lock. Ses talents d'interprètes sont sollicités par de nombreux chorégraphes dont entre autres, Françoise Sullivan, Françoise Riopelle et Jean-Pierre Perreault. Elle fait partie du Groupe Nouvel Aire de 1973 à 1979. En 1980, elle se trouve aux côtés de Gilles Simard, dans L'Inceste, une chorégraphie de Daniel Léveillé. L'Inceste raconte l'histoire d'amour entre une fille et son frère. En 2004, dans La Résonance du double, 6 installations chorégraphiques ont été conçues par Ginette Laurin et le Musée d'Art Contemporain de Montréal. Dans ces installations, Ginette Laurin utilise différends médias tels que la vidéo, le film et la photographie.Après quelques œuvres créées à titre de chorégraphe indépendante, elle fonde O Vertigo en 1984. En 2016, elle fonde le Centre de Création O Vertigo - CCOV qui est voué au soutien de la création en danse.

## Principales chorégraphies
- 1979 : Sept fois passera
- 1980 : l'Inceste[5]
- 1987: Full House[6]
- 1989 : Chagall[7]
- 1990 : Train d'enfer
- 1992 : La Chambre Blanche (recréation en 2008)
- 1995: Horizon; 1.60
- 1997: En Dedans[6]
- 1997 : La bête[5]
- 1999 : La Vie qui bat (reprise en 2009), production conjointe entre la compagnie de danse montréalaise O Vertigo et la Société de musique contemporaine du Québec[8].
- 2001 : Luna[5]
- 2004 : Passare
- 2004: La Résonance du double[4]
- 2006 : ANGELs[9]
- 2007 : Études #3 pour cordes et poulie de Laurin, en collaboration avec Stéphanie Jasmin, metteur en scène, dramaturge et codirectrice artistique d'UBU[10]
- 2010 : Onde de choc
- 2012 : KHAOS
- 2014 : Soif [11]

## Films et vidéos
- 2002 : Passare
- 2005 : Point de fuite
- 2009 : la chambre blanche

## Prix
- 2018 : Prix de la réalisation artistique 2018 (Danse)[2]
- 2015 : Ordre des arts et des lettres du Québec
- 2006 : Prix de la meilleure œuvre canadienne au Festival International du Film sur l'Art (FIFA) pour Point de fuite, adaptation télévisuelle de la chorégraphie Passare.
- 2003 : Prix Cinedance pour la meilleure réalisation au Moving Pictures Festival de Toronto pour le court-métrage Passare
- 2002 : Prix reconnaissance de l'Université du Québec à Montréal (UQAM).
- 1994 : Prix Dora Mavor Moore pour La Chambre blanche, Toronto
- 1992 : Grand Prix du Conseil des arts de la Communauté urbaine de Montréal pour l'excellence de la production La Chambre Blanche.
- 1986 : Prix Jean A. Chalmers de chorégraphie décerné à Ginette Laurin par le Conseil des Arts de l'Ontario.